# Benito Juárez, Oxchuc
Benito Juárez är en ort i Mexiko.   Den ligger i kommunen Oxchuc och delstaten Chiapas, i den sydöstra delen av landet, 800 km öster om huvudstaden Mexico City. Benito Juárez ligger 1 840 meter över havet och antalet invånare är 575.
Terrängen runt Benito Juárez är huvudsakligen kuperad, men norrut är den bergig. Runt Benito Juárez är det glesbefolkat, med 16 invånare per kvadratkilometer. Närmaste större samhälle är Chanal, 10,5 km sydväst om Benito Juárez. I omgivningarna runt Benito Juárez växer i huvudsak städsegrön lövskog.